# سی هیون مون
سی هیون مون کارگردان و فیلمساز اهل کره جنوبی است. او فیلم موهبت الهی را کارگردانی کرده که نویسنده آن کیم کی دوک بوده‌است. او همچنین در فیلم‌های پیتا و انسان، فضا، زمان و انسان دستیار کارگردان بوده‌است.